# Central Abaco
Central Abaco é um dos 32 distritos das Bahamas. Sua localização é ao norte da capital do arquipélago, Nassau. Inclui parte das Ilhas Ábaco.